# システックス
株式会社システックスは、長野県長野市にあるソフトウェア会社。

## 沿革
- 1970年（昭和45年）9月1日 - 長野ソフトウェアサービス株式会社設立。
- 1972年（昭和47年）7月25日 - 株式会社システムリースに商号変更。
- 1990年（平成2年）9月1日 - 株式会社システックスに商号変更。
- 2013年（平成25年）- 子育てサポート企業として、厚生労働大臣にくるみん認定を受ける[1]。
- 2020年（令和2年）- 経済産業省によって2020年度健康経営優良法人に認定[2]。
- 2021年（令和3年）- 経済産業省によって2021年度健康経営優良法人に認定[2]。
- 2022年（令和4年）- 経済産業省によって2022年度健康経営優良法人に認定[2]。
- 2023年（令和5年）- 経済産業省によって2023年度健康経営優良法人に認定[2]。
- 2024年（令和6年）- 経済産業省によって2024年度健康経営優良法人に認定[3]。

## スケルトンクラブ
2003年よりスケルトンの越和宏のメインスポンサーとなっている。
2007年6月21日に、メインスポンサーとなり、越和宏選手、田山真輔選手、高橋弘篤選手とともに日本初のスケルトンのクラブチーム・スケルトンクラブを設立した。